# شهرداری خبی

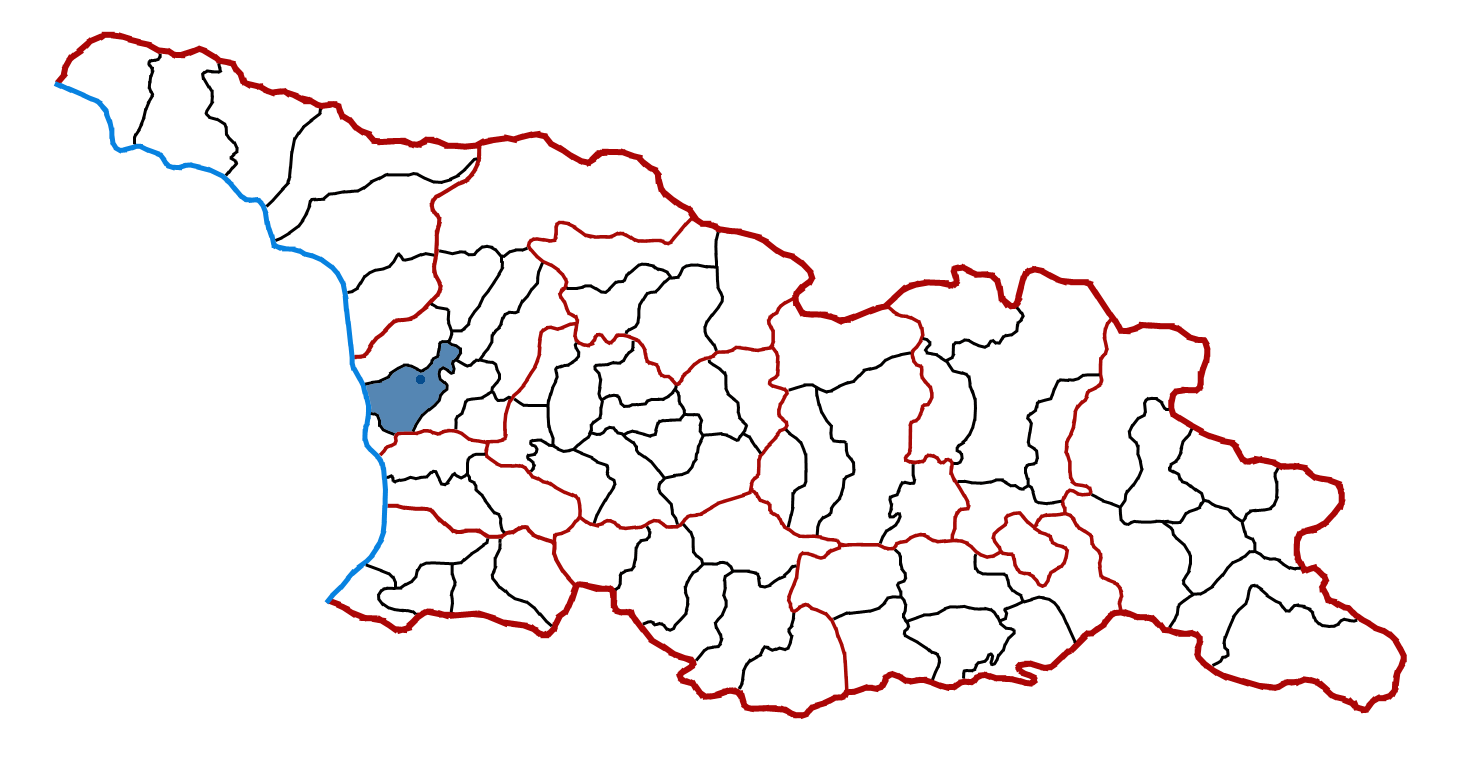
شهرداری خبی

شهرداری خبی (گرجی: ხობის მუნიციპალიტეტი) یکی از شهرداری‌های گرجستان در استان سامگرلو-زمو سوانتی است. مرکز اداری آن خبی است. این ناحیه بر اساس سرشماری سال ۲۰۱۴ میلادی، ۳۰۵۴۸ نفر جمعیت داشته است. مساحت کل شهرداری خبی ۶۵۹ کیلومتر مربع (۲۵۴ مایل مربع) است.